# ХК Сисак
Клуб хокеја на леду Сисак је хрватски хокејашки клуб из Сиска. Утакмице као домаћин игра на клизалишту Зибел, капацитета 1.960 места. Клуб се такмичи у Хокејашкој лиги Хрватске.

## Историја
Клуб је основан 1930. године у склопу спортског друштва Славија. Због проблема са двораном није биo стални учесник хрватске лиге.